# Nickel(II) thiocyanat
Nickel(II) thiocyanat là một hợp chất vô cơ thuộc dạng polyme phối trí với công thức hóa học Ni(SCN)2. Nó là một chất rắn màu lục nâu và cấu trúc tinh thể của nó được xác định lần đầu tiên vào năm 1982.

## Cấu trúc
Cấu trúc của Ni(SCN)2 được xác định thông qua phương pháp tinh thể học tia X. Muối này bao gồm các tấm hai chiều được kết nối với nhau thông qua lực Van der Waals. Nó thuộc loại cấu trúc thủy ngân(II) thiocyanat và có thể được coi là biến dạng của cấu trúc NiBr2 (CdI2). Mỗi nickel được phối theo hình bát diện bởi bốn lưu huỳnh và hai nitơ. Phân tử lưu huỳnh cuối của phối tử SCN− có tính bắc cầu kép.

## Tổng hợp
Nickel(II) thiocyanat có thể được điều chế bằng cách sử dụng phản ứng trao đổi của các dung dịch metanol của KSCN và nickel(II) perchlorat hexahydrat, lọc bỏ kết tủa KClO4 để thu được dung dịch Ni(SCN)2. Khi loại bỏ metanol, ta có thể thu được bột vi tinh thể của Ni(SCN)2.

## Từ tính
Nickel(II) thiocyanat, giống như nickel(II) iodide, nickel(II) bromide và nickel(II) chloride, là một chất phản từ ở nhiệt độ thấp.

## Hợp chất khác
Ni(SCN)2 còn tạo một số hợp chất với NH3, như Ni(SCN)2·2NH3 là chất rắn màu xanh dương đậm (D = 1,85 g/cm³), Ni(SCN)2·3NH3 là tinh thể màu đậm hơn tetramin, Ni(SCN)2·4NH3 tương tự diamin (D = 1,61 g/cm³), Ni(SCN)2·5½NH3 (và 5⅗NH3) là tinh thể màu xanh dương pha tím, Ni(SCN)2·6NH3 là bột màu dương nhạt. Ni(SCN)2·8½NH3 cũng có tính chất tương tự muối 5½-amin, nhưng chỉ điều chế được ở nhiệt độ −40 °C (−40 °F; 233 K).
Ni(SCN)2 còn tạo một số hợp chất với N2H4, như Ni(SCN)2·2N2H4·H2O là tinh thể nhỏ màu dương đậm, D20 ℃ = 2,97 g/cm³.
Ni(SCN)2 còn tạo một số hợp chất với CO(NH2)2, như Ni(SCN)2·4CO(NH2)2 tồn tại dưới dạng trans-, là tinh thể màu xanh dương hay Ni(SCN)2·8CO(NH2)2 là tinh thể màu lục.
Ni(SCN)2 còn tạo một số hợp chất với CON4H6, như Ni(SCN)2·2CON4H6 là tinh thể màu lam, phân hủy ở 140 °C (284 °F; 413 K).
Ni(SCN)2 còn tạo một số hợp chất với CS(NH2)2, như Ni(SCN)2·2CS(NH2)2 là chất rắn màu vàng lục.
Ni(SCN)2 còn tạo một số hợp chất với CSN3H5, như Ni(SCN)2·2CSN3H5 là chất rắn màu dương.